# タイソン腺
タイソン腺（タイソンせん、英: Tyson's glands）または、包皮腺（ほうひせん、英: preputial gland）とは、陰茎亀頭冠周辺の皮脂腺の一種。タイソンの語は英国の科学者で医学者であるエドワード・タイソンに因む。